# Château-sur-Allier
Château-sur-Allier település Franciaországban, Allier megyében. Lakosainak száma 163 fő (2022. január 1.). Château-sur-Allier Lurcy-Lévis, Neure, Le Veurdre, Mornay-sur-Allier, Sancoins és Livry községekkel határos.

## Népesség
A település népességének változása:
| Lakosok száma | 251  | 192  | 208  | 168  | 181  | 179  | 179  | 180  | 175  | 163  |
|               | 1968 | 1982 | 1990 | 2006 | 2013 | 2015 | 2017 | 2019 | 2020 | 2022 |